# Lecane margalefi
Lecane margalefi är en hjuldjursart som beskrevs av De Manuel 1994. Lecane margalefi ingår i släktet Lecane och familjen Lecanidae. Inga underarter finns listade i Catalogue of Life.